# Хор мальчиков Краковской филармонии
Хор мальчиков Краковской филармонии (пол. Chór Chłopięcy Filharmonii Krakowskiej) — детский хор при Краковской филармонии имени Кароля Шимановского, созданный в Кракове (Польша) в 1951 году по инициативе хормейстера Юзефа Сувары. На момент основания хор состоял из 70 детей разного возраста.
На протяжении долгого времени, с самого начала музыкальной карьеры композитора, филармонию, а с ней и хор мальчиков, связывало творческое содружество с Кшиштофом Пендерецким (1933—2020). 22 апреля 1966 года оркестр и оба хора филармонии под управлением дирижёра Генрика Чижа представили польскую премьеру «Страстей по Луке» Пендерецкого. В 1967 году в их же исполнении была осуществлена аудиозапись произведения.
Также участвовал в исполнении таких произведений композитора, как «Магнификат» и «Кредо». Специально для хора Пендерецкий создал произведение a cappella «Benedictus», премьера которого состоялась в 2003 году.
В репертуаре хора такие произведения, как «Страсти по Матфею Иоганна Себастьяна Баха, «Иуда Маккавей» Георга Фридриха Генделя, «Кармина Бурана» Карла Орфа, «Жанна д’Арк на костре» Артюра Онеггера. 

## Руководители
- Юзеф Сувара (1951—1967)
- Бронислава Вьетжны (1967—1991)
- Станислав Кравчиньский (1991—1993)
- Лидия Матынян (с 1993)

## Записи
- 1967 — «Страсти по Луке»* Кшиштофа Пендерецкого, дирижёр Генрик Чиж[англ.]. Запись удостоена премии Grand Prix du disque.
- 1975 — «Магнификат[англ.]» Кшиштофа Пендерецкого (под управлением автора).
- 1977 — «Борис Годунов», опера Модеста Мусоргского, дирижёр Ежи Семкув.
- 1993 — «Таинственный сад», саундтрек к фильму Агнешки Холланд, композитор Збигнев Прайснер, дирижёр Войцех Михневский, дирижёр хора — Станислав Кравчиньский.
- 1994 — Третья симфония и адажио из Десятой симфонии* Густава Малера, дирижёр Антоний Вит.

(*) — совместно с хором Краковской филармонии.